# E ora: punto e a capo
E ora: punto e a capo (Starting Over) è un film del 1979 diretto da Alan J. Pakula.

## Trama
Phil Potter si separa dalla moglie Jessica. Lei vuole diventare una cantautrice e ha una relazione extraconiugale.
Phil si trasferisce da New York a Boston, dove vivono suo fratello Mickey e sua cognata Marva. Gli organizzano un appuntamento al buio con Marilyn Holmberg, un'insegnante d'asilo che sta conseguendo un master, ma lei rifiuta quando lui le chiede di rivederla.
Phil accetta un lavoro part-time come insegnante e frequenta un seminario per uomini divorziati nel seminterrato di una chiesa, incontrando uomini come Paul e Larry, le cui situazioni sono simili alla sua. Marilyn gli dice che è troppo presto dopo la sua rottura per prendere in considerazione una relazione con lui. Esce con la sua amica Marie, una madre single, ma non ricambia il suo entusiasmo. Più tardi, Marilyn cede e iniziano a frequentarsi.
Durante una cena del Ringraziamento in famiglia a casa di suo fratello, Phil riceve una telefonata da Jessica nel bel mezzo della cena. Marilyn lo sente dire a Jessie che sta cenando con la sua famiglia e "un loro amico". Ferita, tronca la loro relazione. Poco dopo, affronta Marilyn a un carnevale scolastico, dove lei sta organizzando una vasca di immersione "Dunk the Teacher" e, dopo averla immersa diverse volte, Phil le chiede di "definire" la loro relazione. Alla fine, Marilyn accetta quando Phil la invita a vivere con lui.
Poco dopo essersi trasferiti, Phil torna all'appartamento e trova Marilyn e Jessica, che si è presentata inaspettatamente. Lei è splendida, ha successo come cantautrice e lo vuole indietro.
Phil torna a New York per stare di nuovo con Jessica, ma scopre che gli manca Marilyn. Torna a Boston, solo per scoprire che ora lei sta frequentando un giocatore di basket. Phil la avvicina fuori dalla scuola in cui lavora, poi a un allenamento dei Boston Celtics, dove le dichiara il suo amore e lei torna da lui.